# Trébeurden
Trébeurden (bret. Trebeurden) – miejscowość i gmina we Francji, w regionie Bretania, w departamencie Côtes-d’Armor.
Według danych na rok 1990 gminę zamieszkiwały 3094 osoby, a gęstość zaludnienia wynosiła 231 osób/km² (wśród 1269 gmin Bretanii Trébeurden plasuje się na 169. miejscu pod względem liczby ludności, natomiast pod względem powierzchni na miejscu 721.).